# ۷۰۳ (خورشیدی)
۷۰۳ هفتصد و سومین سال هجری خورشیدی است.